# Château Marquis d’Alesme-Becker
Koordinaten: 45° 2′ 30,3″ N, 0° 40′ 34,6″ W
Château Marquis d’Alesme-Becker ist ein französisches Weingut in der Appellation Margaux, auf der Halbinsel Médoc. Mit 16 Hektar Rebfläche handelt es sich um ein vergleichsweise kleines Gut, das 1855 im Rahmen der Bordeauxwein-Klassifikation den Rang eines 3ième Grand Cru erhielt.
Die ersten Rebflächen wurden 1585 von Marquis d’Alesme angelegt; erste Weine wurden nachweislich im Jahr 1616 auf den Markt gebracht. Erst im Jahr 1859 wurde ein Landhaus im Stil Louis XIII. erbaut, dass in Nähe von Château Margaux steht und von einer schönen Parkanlage umgeben ist. Nach zahlreichen Übernahmen gelangte es in Besitz der englischen Familie W. H. Chaplin. Diese verkaufte es gemeinsam mit dem Château Malescot Saint-Exupéry im Jahre 1955 an die Familie Zuger. Die zwei Güter wurden auch bis zum Jahre 1979 gemeinsam betrieben.
Das Weingut Château Marquis d’Alesme-Becker wurde bis 2006 von Jean-Claude Zuger geleitet. Er veräußerte die Rebflächen am 22. Juni 2006 an Herbert Perrodo. Château Malescot Saint-Exupéry wird von Roger Zuger geleitet.
Die Rebflächen in Soussans und Margaux sind zu 45 % mit der Rebsorte Merlot, 30 % Cabernet Sauvignon, 15 % Cabernet Franc und 10 % Petit Verdot bestockt. Nach der Vergärung in temperaturgeregelten Edelstahltanks reift der Rotwein zwölf Monate in Barriques, die jährlich zu einem Drittel erneuert werden. Jährlich werden circa 100.000 Flaschen vermarktet. Hinzu kommen noch circa 20.000 Flaschen des Zweitweins Marquis d’Alesme.

## Jahrgangsbeurteilungen
- 1985: 2004 bevorzugt zu genießender Jahrgang
- 1986: genussreifer Jahrgang
- 1988: 2004 bevorzugt zu genießender, genussreifer und besonders gut ausgefallener Jahrgang
- 1989: 2004 bevorzugt zu genießender Jahrgang
- 1990: genussreifer Jahrgang
- 1994: genussreifer Jahrgang
- 1995: genussreifer Jahrgang
- 1996: genussreifer Jahrgang
- 1998: allgemein erhältlicher, empfohlener Jahrgang
- 2000: allgemein erhältlicher, empfohlener Jahrgang
- 2001: allgemein erhältlicher, empfohlener Jahrgang
- 2002: allgemein erhältlicher, empfohlener Jahrgang

Quelle: Hugh Johnson, Weinbewertung mit Stand 2006